# Sociedad Secular y Humanista del Perú
La Sociedad Secular Humanista del Perú, conocida también por sus siglas 'SSH', es una asociación peruana fundada el año 2012 que aspira a ser la principal representante en el Perú de la corriente humanista secular. Su objetivo es dar a conocer y promover el Humanismo Secular y el pensamiento científico, así como apoyar, en lo local, las causas del movimiento humanista secular internacional, que van desde el secularismo de estado hasta los derechos de las minorías, pasando por el apoyo a la ciencia y a la educación secular. Forma parte de la red internacional de asociaciones humanistas afiliadas a Humanist International (antes IHEU).

## Reseña histórica
La Sociedad Secular y Humanista del Perú fue fundada en mayo del 2012 en Lima por el politólogo Helmut W. Kessel, en asociación con el psicólogo y eticista Víctor García-Belaunde (hijo del político del mismo nombre) y el ecólogo Jorge A. Bentín, ambos profesores de la Universidad San Ignacio de Loyola.
Durante sus estudios de maestría en ciencias políticas en la London School of Economics, Helmut Kessel fue miembro de la “Sociedad Secular, Humanista y de Libre Pensamiento” de dicha universidad. También se convirtió en un ávido seguidor de la British Humanist Association y la Sociedad Nacional Secular de Inglaterra, y trabajó para Tony Blair en un proyecto de entendimiento interreligioso que incluía también a no creyentes. Todo esto influyó para que, al regresar al Perú en el 2011, fundara una asociación que combinara los objetivos de todas estas instituciones en beneficio de la sociedad peruana.
Una vez en Lima, y en conjunto con sus amigos Víctor García-Belaunde, que había estudiado una maestría en ética en la Universidad Nacional de Australia, y Jorge A. Bentín, Magíster en Ecología Industrial de la Universidad de Yale, decidieron formar una asociación humanista en línea con el movimiento internacional humanista secular .
En mayo de 2012, la Sociedad Secular y Humanista del Perú (SSH) se inscribió en Registros Públicos, con Helmut Kessel como Presidente y Víctor García-Belaunde como Director Ejecutivo.
En diciembre de 2013, a raíz de una escisión de la Asociación Peruana de Ateos (APERAT), cuatro de sus miembros se integraron a la sociedad en calidad de directores: Iván Antezana (presidente renunciante), Adrián Núñez y Ángel Moyano (socios fundadores) y Fernando Bonifaz del Carpio (socio). A ellos se sumó el comunicador Anddy Landacay, productor de espacios radiales promotores del pensamiento crítico. La SSH pasaba así a tener un directorio conformado por ocho personas.
En febrero del 2014 se elige a Ángel Moyano como nuevo Director Ejecutivo, en reemplazo de Víctor García-Belaunde. En febrero del 2016 se elige a Adrián Núñez para este cargo.
En marzo del 2021 se elige a Adrián Núñez como presidente y a un nuevo consejo directivo conformado por Piero Gayozzo (director ejecutivo), Ángel Crovetto y Fabrizio López.

## Objetivos y filosofía
El Humanismo Secular es una filosofía que afirma que el ser humano nace con una brújula moral innata, y que es capaz de resolver los problemas morales de la sociedad por sí mismo y descubrir cómo funciona el universo, sin necesidad de religiones, revelaciones divinas o de recurrir a explicaciones sobrenaturales. El humanismo secular tiene distintas corrientes, pero su cosmovisión es principalmente naturalista, es decir, que plantea que sólo las fuerzas y leyes que operan en la naturaleza permiten comprender y explicar la realidad, y que no existe nada más allá del mundo natural.
Los objetivos principales de la Sociedad Secular y Humanista del Perú son:
(a) Promover el humanismo secular.
(b) Promover el pensamiento crítico, científico e inquisitivo.
(c) Apoyar aquellas causas por las que internacionalmente lucha el humanismo secular. Estas causas son variadas pero comienzan con el secularismo o laicidad del Estado, es decir, asegurar la separación total entre Estado y religión. Un Estado laico o secular es aquel en donde la religión es una fuente de opinión y expresión que se respeta, pero donde las diversas religiones no se imponen mediante la ley, ni tienen privilegios especiales, ni de una sobre otra, ni de estas sobre los no creyentes. Un Estado laico implica una sociedad donde creyentes y no creyentes puedan vivir en armonía, sin imponerse el uno sobre el otro. En ella, la evidencia, la razón, la experiencia humana, los derechos de las personas, la ciencia y la lógica son elementos fundamentales y forman los pilares de la legislación y el proceder del Estado.
De esto se desprenden diversas causas como la promoción del pensamiento científico, la divulgación de la ciencia y el conocimiento basado en evidencia, la filosofía secular, los derechos civiles y la lucha contra la opresión de minorías sexuales, la igualdad de la mujer, la sostenibilidad del ambiente, entre muchas otras.

## Actividades
La Sociedad Secular y Humanista del Perú comenzó los primeros meses con una actividad bastante reducida y limitada a su página de Facebook, ya que los socios disponían de poco tiempo fuera de sus respectivos trabajos.
En los primeros meses también, los servicios de la SSH fueron solicitados por el congresista peruano Carlos Bruce para asesoría externa en dos proyectos de ley relacionados con derechos civiles en el parlamento peruano: el proyecto de Ley de Crímenes de Odio (también conocido como la Ley contra Acciones Criminales originadas por motivos de discriminación) y el proyecto de ley que asegura el acceso al matrimonio civil a personas con VIH.
En junio del 2013, tras perder en el Congreso la primera votación de la Ley de Crímenes de Odio, el congresista Bruce decide presentar una ley de unión civil para personas del mismo sexo, para lo cual vuelve a solicitar el apoyo de la SSH. De esta forma, Helmut Kessel y la SSH participan como corredactores de dicho proyecto de ley, junto con Promsex y el MHOL. La Ley de Crímenes de Odio fue finalmente aprobada con un texto sustitutorio, y la Ley de Unión Civil se archivó en la Comisión de Justicia del Congreso el 10 de marzo de 2015.
En este tiempo, ambos, García-Belaunde y Kessel, han sido ocasionalmente solicitados por medios de comunicación para opinar o informar sobre diversos temas.
La SSH tiene un foro de discusión mediante su página de Facebook, en donde se publican noticias u opiniones en las cuales la gente puede comentar y discutir. Los ocho directores de la SSH, incluidos el presidente y el director ejecutivo, son ocasionalmente llamados a opinar e informar en medios de comunicación sobre diversos temas. En ocasiones han ido a distintas partes del país y en una ocasión a la Argentina a dar charlas o participar en conferencias.
Desde marzo del 2014, la SSH está abierta a incluir entre sus miembros asociados a personas que compartan sus ideales y forma de pensar, y que quieran participar en la consecución de los objetivos de la SSH.
La SSH, a través de su presidente Helmut Kessel, es corredactora del proyecto de ley de uniones civiles para parejas del mismo sexo presentada en el Congreso peruano. En su calidad de miembro del equipo de trabajo de dicho proyecto de ley, de asesor externo del congresista Bruce, y en representación de la Sociedad Secular y Humanista del Perú, Kessel participa en charlas, debates y seminarios alrededor del país (en ocasiones junto con el congresista Bruce) que buscan difundir los detalles y alcances del proyecto de ley, así como explicar la filosofía que está detrás de dicho proyecto. En este esfuerzo, la SSH busca apoyar a que se eliminen los prejuicios y estereotipos contra las personas lesbianas, gais, bisexuales y transexuales (LGBT).
Paralelamente y sin relación con el proyecto de ley mencionado, la SSH está participando de un esfuerzo orientado a generar un cambio social que produzca una mayor aceptación y entendimiento hacia la comunidad LGBT en el largo plazo.
El alcance del Humanismo Secular y la diversidad de causas que hay por tomar relacionadas con los objetivos y la filosofía de la SSH, dan para un futuro con bastante trabajo. La SSH se encuentra actualmente en su infancia y las actividades actuales en las que está involucrada ocupan sólo un pequeño porcentaje del espectro de acción y de sus actividades potenciales.

## Proyectos

### Descreídos
Uno de los medios por el cual los miembros de la SSH pueden dar a conocer su parecer, críticas y propuestas a la comunidad es mediante el portal Descreídos que posee la organización en el conocido blog de noticias Útero.pe. Esta página entró en funcionamiento el añ0 2015 y desde entonces ha abordado temas diversos como el aborto, la secularización del Estado, las pseudociencias, ha desmentido bulos como el de las momias de Nazca, análisis sobre los abusos cometidos por el Sodalicio de Vida Cristiana, entre otros.

### Foro Nacional sobre la Cuarta Revolución Industrial
En vista de la trascendencia y necesidad de abordar los alcances de la Cuarta Revolución Industrial en el Perú, la SSH decidió crear un espacio para la reunión de los intelectuales y divulgadores peruanos que discuten sobre el futuro de la tecnología, así como para la discusión de las problemáticas y el impacto de estas en la sociedad. El Primer Foro Nacional sobre la Cuarta Revolución Industrial se organizó los días 28 y 29 de noviembre del 2020 y contó con la participación de 21 ponentes entre ellos con Carlos Anderson, César Beltrán Castañón, Ernesto Cuadros, Daniel Meza y Miklos Lukacs de Pereny. Este proyecto diseñado e impulsado por el Coordinador General, Piero Gayozzo, tiene como objetivo llevarse a cabo anualmente. 

### Fondo Editorial
El año 2020 la Junta Directiva aprobó la creación de un Fondo Editorial propio que sirva para la difusión y producción de contenido académico y divulgativo en forma de libros y revistas en el Perú. Se proyectó como un espacio de reunión, discusión y consulta para los humanistas interesados en reflexionar críticamente sobre diversos temas tales como filosofía, ética, ciencia y tecnología. Su primera publicación impresa fue el libro El Mundo Invisible, escrito por tres de sus miembros Héctor Aponte, Daniel Barona y Víctor García-Belaunde Velarde. Además, cuenta con dos revistas de publicación periódica: Futuro Hoy, Fundada por Piero Gayozzo y dirigida por el sociólogo Ángel Crovetto, revista dedicada a explorar la Cuarta Revolución Industrial, y la Revista Humanista, dirigida por el doctor en psicología Freddy Jaimes.

### Instituto de Estudios Transhumanistas (IET)
A finales del año 2018 por iniciativa de Piero Gayozzo se crea el Instituto de Estudios Transhumanistas, antes Extrapolítica y Transhumanismo, como un think tank dedicado exclusivamente a abordar temas relacionados al avance tecnológico de la cuarta revolución industrial, el transhumanismo, la inteligencia artificial y temas futuristas en general desde una perspectiva humanista secular. El proyecto publica periódicamente artículos y notas sobre noticias y análisis filosóficos del transhumanismo y otros alcances éticos, sociales y políticos de las tecnologías convergentes NBIC. El equipo está conformado por Víctor García-Belaunde, quien se desempeña como director general, Víctor Román, director de Relaciones Públicas, Ángel Crovetto, director de Investigación, Fabrizio López de Pomar, Henry Llanos, Raúl Quiroz, entre otros.

### Manzana Escéptica
El año 2014 Víctor García-Belaunde Velarde emprendió un proyecto de divulgación y popularización de la ciencia llamado la Manzana Prohibida, el cual con el paso del tiempo cambió de nombre a Manzana Escéptica. Tras una exitosa llegada en la comunidad académica, su Director fue galardonado con la Condecoración Go Harlem Brudtland por el Instituto Peruano para la Sostenibilidad y el Desarrollo (IPSD). Desde su aparición la Manzana Escéptica ha entrevista a un gran número de científicos y divulgadores peruanos, entre ellos Aldo Bartra El Robot de Platón, Fabrizio Zelada, Ronald Woodman y Tomas Unger y extranjeros como Philip Kitcher, David Catling y Javier Santaolalla. 

### Para-Normales de la Noche
La SSH emite el programa radial "Para Normales de la Noche", con la producción y conducción de su director Anddy Landacay. El programa, que se emite por una importante radio FM de la zona este de Lima, se encarga de entrevistar a personas relacionadas con lo paranormal y de contrastar, caso por caso, las distintas opiniones y evidencias a favor y en contra. También se entrevista a líderes de opinión y personas expertas en el esclarecimiento de mitos o distorsiones en la opinión popular acerca de diversos temas. Actualmente es conducido por Anddy Landacay, Adrián Núñez, Director Ejecutivo de la SSH, Kiomi Ventocilla, Directora de Divulgación de la SSH y Miguel Yáñez.

## Comunicados y notas de prensa
Las posturas de la Sociedad Secular y Humanista del Perú sobre los diversos temas en los que el humanismo secular tiene injerencia están postuladas y publicadas en su página web. Entre estos temas están incluidos: religión, iglesia católica, posición política, sostenibilidad ambiental, homosexualidad y sexualidad humana en general, origen del hombre, vida en el universo, drogas, superstición y pseudociencias, entre otros temas de igual relevancia.
La SSH ha emitido diversos comunicados y notas de prensa relacionados con su campo de acción:
- Comunicado sobre la ordenanza antidiscriminación propuesta por la Municipalidad de Lima[16]
- Comunicado sobre el artículo “La ciencia no busca a dios, pero sigue dando respuestas sobre su existencia”[17]
- Nota de prensa - Ley de Uniones Civiles[18]
- Nota de prensa – Crímenes de Odio[19]
- Comunicado sobre las declaraciones de la ministra Carmen Omonte respecto del aborto terapéutico[20]
- Comunicado de rechazo a la propuesta de Proyecto de Ley para declarar un día nacional de la oración.[21]